# (24101) Cassini
(24101) Cassini  es un asteroide perteneciente al cinturón de asteroides, descubierto el 9 de noviembre de 1999 por Charles W. Juels desde el Observatorio Astronómico de Fountain Hills, en Arizona, Estados Unidos.

## Designación y nombre
Cassini se designó inicialmente como 1999 VA9.
Más adelante fue nombrado en honor al astrónomo italo-francés Giovanni Cassini (1625-1712).

## Características orbitales
Cassini orbita a una distancia media del Sol de 2,6452 ua, pudiendo acercarse hasta 1,8277 ua y alejarse hasta 3,4627 ua. Tiene una excentricidad de 0,3090 y una inclinación orbital de 15,4743° grados. Emplea en completar una órbita alrededor del Sol 1571 días.

## Características físicas
Su magnitud absoluta es 13,0. Tiene 7,051 km de diámetro. Su albedo se estima en 0,246. El valor de su periodo de rotación es de 3,986 h.